# Тулка (комуна)
Тулка (рум. Tulca) — комуна у повіті Біхор в Румунії. До складу комуни входять такі села (дані про населення за 2002 рік):
- Кеуашд (498 осіб)
- Тулка (2396 осіб) — адміністративний центр комуни

Комуна розташована на відстані 425 км на північний захід від Бухареста, 33 км на південь від Ораді, 139 км на захід від Клуж-Напоки, 121 км на північ від Тімішоари.

## Населення
За даними перепису населення 2002 року у комуні проживали 2894 особи.
Національний склад населення комуни:
| Національність | Кількість осіб | Відсоток |
| -------------- | -------------- | -------- |
| румуни         | 2650           | 91,6%    |
| цигани         | 228            | 7,9%     |
| угорці         | 13             | 0,4%     |
| українці       | 1              | < 0,1%   |
| німці          | 1              | < 0,1%   |
| євреї          | 1              | < 0,1%   |

Рідною мовою назвали:
| Мова             | Кількість осіб | Відсоток |
| ---------------- | -------------- | -------- |
| румунська        | 2678           | 92,5%    |
| циганська        | 200            | 6,9%     |
| угорська         | 12             | 0,4%     |
| німецька         | 2              | 0,1%     |
| українська       | 1              | < 0,1%   |
| єврейська (їдиш) | 1              | < 0,1%   |

Склад населення комуни за віросповіданням:
| Релігія        | Кількість осіб | Відсоток |
| -------------- | -------------- | -------- |
| православні    | 2294           | 79,3%    |
| баптисти       | 527            | 18,2%    |
| п'ятдесятники  | 58             | 2,0%     |
| реформати      | 8              | 0,3%     |
| римо-католики  | 4              | 0,1%     |
| греко-католики | 2              | 0,1%     |
| адвентисти     | 1              | < 0,1%   |